# Tiro com arco nos Jogos Olímpicos de Verão da Juventude de 2018
As competições de tiro com arco nos Jogos Olímpicos de Verão da Juventude de 2018 ocorreram entre 12 e 17 de outubro em um total de três eventos. As competições aconteceram no Campo de Tiro com Arco do Parque Sarmiento, localizado em Buenos Aires, Argentina.

## Calendário
| Outubro       | 6 | 7 | 8 | 9 | 10 | 11 | 12 | 13 | 14 | 15 | 16 | 17 | 18 |
| ------------- | - | - | - | - | -- | -- | -- | -- | -- | -- | -- | -- | -- |
| Tiro com arco |   |   |   |   |    |    |    |    | 1  |    | 1  | 1  |    |

|  | Dia de competição |  | Dia de final |

## Qualificação
Cada Comitê Olímpico Nacional (CON) pode inscrever no máximo dois atletas, um por gênero. Como país-sede, Argentina recebeu a cota máxima. As 54 vagas restantes foram distribuídas por eventos qualificatórios, mais precisamente o Campeonato Mundial Juvenil de Tiro com Arco e cinco competições continentais. As oito vagas restantes, quatro em cada gênero, foram decididos por convites.
Para ser elegível a participar da competição os atletas precisavam ser nascidos entre 1 de janeiro de 2001 e 31 de dezembro de 2003. Além disto, todos os atiradores (incluindo anfitriões e convidados) precisavam atingir um índice técnico mínimo (MQS).
- Masculino: 610 pontos
- Feminino: 600 pontos

### Sumário
| CON                      | Menino | Menina | Atletas totais |
| ------------------------ | ------ | ------ | -------------- |
| RSA África do Sul        | 1      |        | 1              |
| GER Alemanha             | 1      | 1      | 2              |
| ARG Argentina            |        | 1      | 1              |
| BAN Bangladesh           | 1      | 1      | 2              |
| BEL Bélgica              | 1      |        | 1              |
| BLR Bielorrússia         |        | 1      | 1              |
| BRA Brasil               | 1      | 1      | 2              |
| CAN Canadá               | 1      |        | 1              |
| KAZ Cazaquistão          | 1      | 1      | 2              |
| CHI Chile                |        | 1      | 1              |
| CHN China                | 1      | 1      | 2              |
| COL Colômbia             | 1      |        | 1              |
| PRK Coreia do Norte      |        | 1      | 1              |
| KOR Coreia do Sul        | 1      | 1      | 2              |
| CIV Costa do Marfim      | 1      |        | 1              |
| CUB Cuba                 | 1      |        | 1              |
| EGY Egito                | 1      | 1      | 2              |
| ESP Espanha              | 1      | 1      | 2              |
| USA Estados Unidos       | 1      | 1      | 2              |
| EST Estônia              | 1      |        | 1              |
| PHI Filipinas            |        | 1      | 1              |
| FRA França               |        | 1      | 1              |
| GBR Grã-Bretanha         | 1      | 1      | 2              |
| IND Índia                | 1      | 1      | 2              |
| IRI Irã                  | 1      | 1      | 2              |
| ITA Itália               | 1      |        | 1              |
| JPN Japão                | 1      | 1      | 2              |
| MRI Maurício             | 1      |        | 1              |
| MEX México               | 1      | 1      | 2              |
| MYA Mianmar              |        | 1      | 1              |
| MDA Moldávia             |        | 1      | 1              |
| NAM Namíbia              |        | 1      | 1              |
| NED Países Baixos        |        | 1      | 1              |
| PAR Paraguai             | 1      |        | 1              |
| DOM República Dominicana |        | 1      | 1              |
| RUS Rússia               | 1      | 1      | 2              |
| SAM Samoa                |        | 1      | 1              |
| SMR San Marino           | 1      |        | 1              |
| SRI Sri Lanka            | 1      |        | 1              |
| THA Tailândia            | 1      |        | 1              |
| TPE Taipé Chinês         | 1      | 1      | 2              |
| TGA Tonga                |        | 1      | 1              |
| TUR Turquia              | 1      | 1      | 2              |
| UKR Ucrânia              | 1      | 1      | 2              |
| Total: 44 CONs           | 32     | 32     | 64             |

Masculino
| Evento                                      | Data                                 | Local               | Vagas | Qualificados |
| ------------------------------------------- | ------------------------------------ | ------------------- | ----- | --- |
| País-sede                                   | –                                    | –                   | 1 0   | ARG Argentina |
| Campeonato Mundial Juvenil de Tiro com Arco | 2–8 de outrubro 2017                 | Rosario             | 16    | KOR Coreia do Sul RUS Rússia SRI Sri Lanka TUR Turquia ITA Itália IRI Irã UKR Ucrânia TPE Taipé Chinês COL Colômbia GER Alemanha JPN Japão USA Estados Unidos MEX México BRA Brasil CHN China EST Estônia |
| Qualificatório da Ásia                      | 24 de novembro – 1º de dezembro 2017 | Dhaka               | 3     | IND Índia THA Tailândia KAZ Cazaquistão |
| Qualificatório das Américas                 | 7–12 de maio 2018                    | Cidade da Guatemala | 2 3   | CUB Cuba CAN Canadá PAR Paraguai |
| Qualificatório da Europa                    | 29 de junho de 2018                  | Patras              | 3     | BEL Bélgica GBR Grã-Bretanha ESP Espanha |
| Qualificatório da Oceania                   | 9–13 de julho de 2018                | Païta               | 1     | AUS Austrália |
| Qualificatório da África                    | 18–28 de julho de 2018               | Algiers             | 2     | RSA África do Sul EGY Egito |
| Convites                                    | 31 de março de 2017                  | –                   | 4     | BAN Bangladesh CIV Costa do Marfim MRI Maurício SMR San Marino |
| Total                                       | Total                                | Total               | 32    | |

- Argentina declinou de sua cota de país-sede, que foi redistribuído pelo Qualificatório das Américas.

Feminino
| Evento                                      | Data                                 | Local               | Vagas | Qualificados |
| ------------------------------------------- | ------------------------------------ | ------------------- | ----- | --- |
| País-sede                                   | –                                    | –                   | 1     | ARG Argentina |
| Campeonato Mundial Juvenil de Tiro com Arco | 2–8 de outrubro 2017                 | Argentina           | 16 17 | KOR Coreia do Sul GBR Grã-Bretanha UKR Ucrânia USA Estados Unidos MDA Moldávia ESP Espanha AUS Austrália CHN China RUS Rússia KAZ Cazaquistão MEX México FRA França NED Países Baixos TPE Taipé Chinês JPN Japão PHI Filipinas CHI Chile |
| Qualificatório da Ásia                      | 24 de novembro – 1º de dezembro 2017 | Dhaka               | 3     | IND Índia PRK Coreia do Norte IRI Irã |
| Qualificatório das Américas                 | 7–12 de maio 2018                    | Cidade da Guatemala | 2     | BRA Brasil DOM República Dominicana |
| Qualificatório da Europa                    | 29 de junho de 2018                  | Patras              | 3     | GER Alemanha TUR Turquia BLR Bielorrússia |
| Qualificatório da Oceania                   | 9–13 de julho de 2018                | Païta               | 1     | NZL Nova Zelândia |
| Qualificatório da África                    | 18–28 de julho de 2018               | Algiers             | 2     | NAM Namíbia EGY Egito |
| Convites                                    | 31 de março de 2017                  | –                   | 4 3   | BAN Bangladesh MYA Mianmar SAM Samoa |
| Total                                       | Total                                | Total               | 32    | |

## Medalhistas
| Evento                        | Ouro                                                                       | Prata                                                                          | Bronze                                                         |
| ----------------------------- | -------------------------------------------------------------------------- | ------------------------------------------------------------------------------ | -------------------------------------------------------------- |
| Individual masculino detalhes | Trenton Cowles USA Estados Unidos                                          | Akash Akash IND Índia                                                          | Senna Roos BEL Bélgica                                         |
| Individual feminino detalhes  | Zhang Mengyao CHN China                                                    | Èlia Canales ESP Espanha                                                       | Son Ye-ryeong KOR Coreia do Sul                                |
| Equipes mistas detalhes       | FRA Kyla Touraine-Helias ESP José Manuel Solera MIX Equipes de CONs mistos | ARG Agustina Sofía Giannasio THA Aitthiwat Soithong MIX Equipes de CONs mistos | NAM Quinn Reddig USA Trenton Cowles MIX Equipes de CONs mistos |

## Quadro de medalhas
| Ordem | País                       | Medalha de ouro | Medalha de prata | Medalha de bronze |   |
| ----- | -------------------------- | --------------- | ---------------- | ----------------- | - |
| –     | MIX Equipes de CONs mistos | 1               | 1                | 1                 | 3 |
| 1     | CHN China                  | 1               |                  |                   | 1 |
|       | USA Estados Unidos         | 1               |                  |                   | 1 |
| 3     | ESP Espanha                |                 | 1                |                   | 1 |
|       | IND Índia                  |                 | 1                |                   | 1 |
| 5     | BEL Bélgica                |                 |                  | 1                 | 1 |
|       | KOR Coreia do Sul          |                 |                  | 1                 | 1 |
| TOTAL | TOTAL                      | 3               | 3                | 3                 | 9 |